# Alexandru Todea
Alexandru Todea (5 de junho de 1912, Teleac - 22 de maio de 2002, Târgu-Mureş) foi um prelado grego-católico romeno, arquieparca-emérito de Făgăraş e Alba Iulia e cardeal. Ele foi um preso durante o regime comunista na Romênia.

## Biografia
Alexandru Todea nasceu em Teleac, na então Áustria-Hungria, atual comuna de Gornești, distrito de Mureș, como o 13º de 16 filhos dos camponeses Gheorghe e Maria Todea. Estudou em Blaj e prosseguiu seus estudos teológicos no Pontificio Collegio Urbano de Propaganda Fide em Roma.
Todea foi ordenado Diácono em 11 de dezembro de 1938, por Iuliu Hossu, bispo de Cluj-Gherla, na capela do Collegio Pio Romeno em Roma; no ano seguinte, aos 25 de março de 1939 foi ordenado sacerdote de Făgăraş e Alba Iulia, também na capela do Collegio Pio Romeno, através do bispo Alexandre Evreinoff. Ao retornar a Romênia em 1940, se tornou secretário do Metropolita greco-católico romeno em Făgăraş e Alba Iulia, além do ministério pastoral. Após a Segunda Guerra Mundial e com a Romênia comunista, iniciou-se a perseguição contra a Igreja Católica de rito oriental. Em março de 1945, após um sermão no aniversário da eleição do Papa Pio XII, o padre Todea foi preso pela primeira vez, mas ele escapou da prisão. Em 1948, a Igreja Greco-Católica Romena deixa de existir oficialmente, proibida pelo governo, com a prisão de todos os bispos e vários outros religiosos. Como um dos que se negaram a renunciar ao catolicismo e se converter a ortodoxia, Todea foi preso e escapou novamente, permanecendo dois anos na clandestinidade.
Foi eleito Bispo Titular de Cesarópolis e auxiliar de Făgăraş e Alba Iulia em 4 de julho de 1950. Recebeu a ordenação episcopal aos 19 de novembro do mesmo ano, em uma cerimônia clandestina na sacristia da catedral de rito latino de Bucareste, através do Bispo Joseph Schubert.
Em 31 de janeiro de 1951, o bispo Todea foi preso; julgado em 1952, acusado de alta traição, foi ameaçado com a pena de morte, mas foi condenado a trabalhos forçados na prisão de Sighet. Depois, foi confinado na prisão de Rumnicu Sarat. Em 1964, foi liberto e posto em prisão domiciliar, mas passou a se empenhar na reorganização da comunidade católica de seu rito. Em 1986, Todea foi eleito Metropolita em uma reunião secreta dos bispos, e em 1989 foi preso mais uma vez por algumas horas; naquele ano veio a queda de Nicolae Ceaușescu e a igreja greco-católica foi reautorizada.
Com a liberação da Igreja, foi confirmado como Metropolita em 1990. Assim, o Vaticano o nomeou para a Arquieparquia de Făgăraş e Alba Iulia, principal circunscrição da Igreja Greco-Católica Romena unida com Roma, em 14 de março de 1990. Ele também atuou como presidente da Conferência Episcopal na Romênia (março de 1990-1994). Arcebispo Todea foi criado como segundo cardeal romeno em 28 de junho de 1991 pelo Papa João Paulo II e recebeu o título de Sant'Atanasio uma Via Tiburtina. Em 1992, se tornou membro honorário da Academia Romena.
No entanto, sua saúde debilitada não o permitiu ter a liderança diária da igreja. Em 1992, sofreu um derrame que o deixou paralisado e confinado a uma cadeira de rodas. Em 1999, encontrou-se com o papa em sua visita a Romênia e depois o presidente Emil Constantinescu lhe concedeu a Ordem da Estrela da Romênia, a maior honraria do país. Renunciou ao governo episcopal em 20 de julho de 1994, tornando-se arcebispo-emérito.

Enquanto se recuperava em um hospital em Târgu Mures, na Transilvânia, Cardeal Todea faleceu em 2002. Foi enterrado na cripta da catedral metropolitana da Santíssima Trindade de Blaj. Em 2010, por ocasião do centenário do seu nascimento, uma moeda comemorativa foi emitida pelo Banco Nacional da Romênia com o rosto do cardeal na frente e a Catedral de Blaj no verso. Um monumento foi inaugurado em 2017 em Reghin, no condado de Mureș.